# Neopaganisme

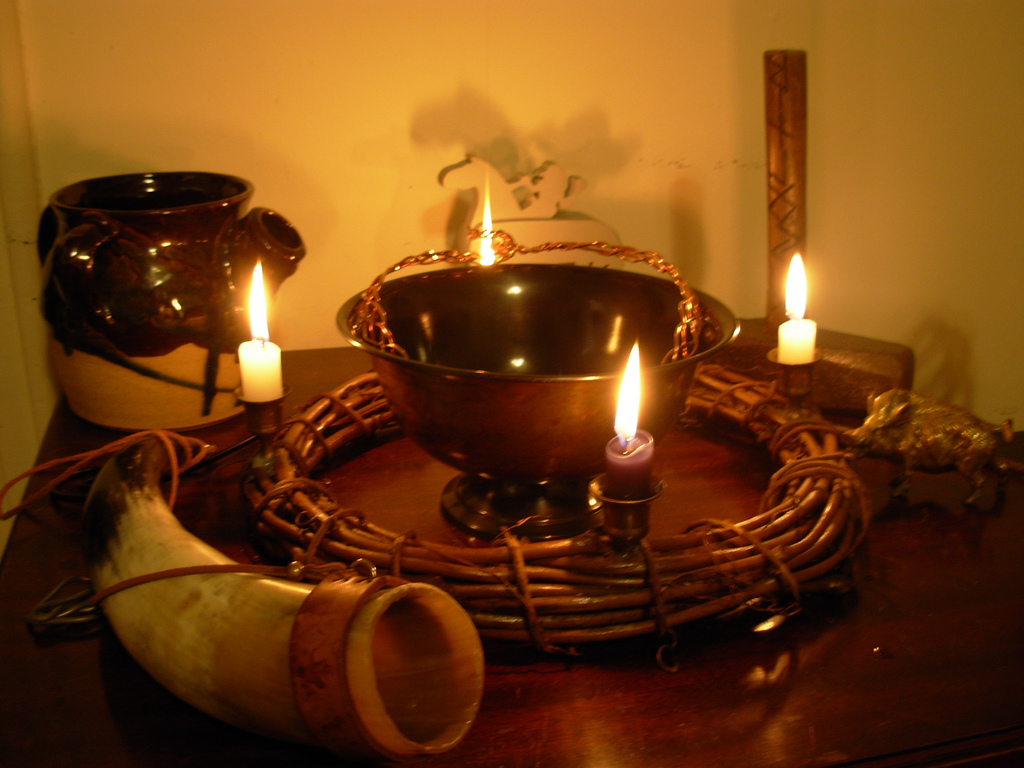
Un altar pagà.

El paganisme modern, també conegut com a paganisme contemporani  i neopaganisme, abasta una sèrie de nous moviments religiosos influïts de manera diversa per les creences dels pobles premoderns d'Europa, el nord d'Àfrica i el Pròxim Orient. Malgrat algunes similituds comunes, els moviments pagans contemporanis són diversos i no comparteixen cap conjunt únic de creences, pràctiques o textos religiosos. Part dels estudiosos de la religió analitzen el fenomen com un moviment dividit en diferents religions, mentre que altres estudien el neopaganisme com una religió descentralitzada amb diverses denominacions.
Els adeptes es basen en fonts precristianes, folklòriques i etnogràfiques en diversos graus; molts d'ells segueixen una espiritualitat que accepten com totalment moderna, mentre que d'altres afirmen adherir-se a les creences prehistòriques, o bé, intenten reviure les religions indígenes amb la màxima precisió possible. Els moviments pagans moderns són sovint descrits en un espectre que va del reconstruccionisme, que pretén reviure les religions paganes històriques; fins a moviments eclèctics, que barregen elements de diverses religions i filosofies amb el paganisme històric. El politeisme, l'animisme i el panteisme són trets comuns de la teologia pagana. Els pagans moderns també poden incloure ateus, que mantenen les virtuts i els principis associats al paganisme mentre mantenen una visió del món secular. Els pagans humanistes, naturalistes o seculars poden reconèixer les divinitats com arquetips o metàfores útils per a diferents cicles de la vida, o replantejar la màgia com una pràctica purament psicològica.
El paganisme contemporani s'ha associat amb el moviment New Age, i els estudiosos destaquen les seves similituds i les seves diferències. El camp acadèmic dels estudis pagans va començar a fusionar-se a la dècada de 1990, sorgint d'estudis dispars en les dues dècades anteriors.

## Historicitat
Tot i que s'inspira en els sistemes de creences precristians del passat, el paganisme modern no és el mateix fenomen que aquestes tradicions perdudes i en molts aspectes en difereix considerablement. L'expert en estudis sobre religió Michael Strmiska subratlla que el paganisme modern és un moviment religiós "nou", "modern", encara que part del seu contingut derivi de fonts antigues. El paganisme contemporani tal com es practicava als Estats Units a la dècada de 1990 s'ha descrit com "una síntesi d'inspiració històrica i creativitat actual".
El neopaganisme intenta recuperar les tradicions politeistes i de culte a la natura de l'Europa precristiana, com ara la celta, la germànica o la grega. S'ha estès des de mitjans del segle xx, principalment a Europa, tot i que posteriorment s'ha difós pels Estats Units i altres països d'Amèrica Llatina. Es fa servir aquest mot amb el prefix "neo" per diferenciar-ho del paganisme antic. Algunes de les corrents neopaganes són la wicca, l'odinisme, el druïdisme, el romanisme, el neo-hel·lenisme, el rodisme o el damanhur. Alguns seguidors més o menys estrictes de religions precristianes com les cèltiques, nòrdiques, neoromanes o neohel·lèniques rebutgen que se'ls apliqui la paraula neopaganisme.
El paganisme eclèctic adopta una posició religiosa no dogmàtica i, per tant, potencialment no veu ningú com a autoritat per considerar una font apòcrifa. En conseqüència, el paganisme contemporani ha estat propens a la falsificació de la tradició, especialment en els darrers anys, ja que la informació i la desinformació s'han difós a Internet i als mitjans impresos. Diversos grups wiccans, pagans i fins i tot alguns tradicionalistes o tribalistes tenen una història d'històries de tradició oral, que normalment impliquen la iniciació d'una àvia, un avi o un altre familiar gran que es diu que els va instruir sobre les tradicions secretes i mil·lenàries dels seus avantpassats. Com que aquesta saviesa secreta gairebé sempre es pot localitzar en fonts recents, els narradors d'aquestes històries sovint han admès més tard que les van inventar. Strmiska afirma que el paganisme contemporani es podria veure com una part del "fenomen molt més gran" dels esforços per reviure les "religions tradicionals, indígenes o natives" que s'estaven produint a tot el món.

## Creences

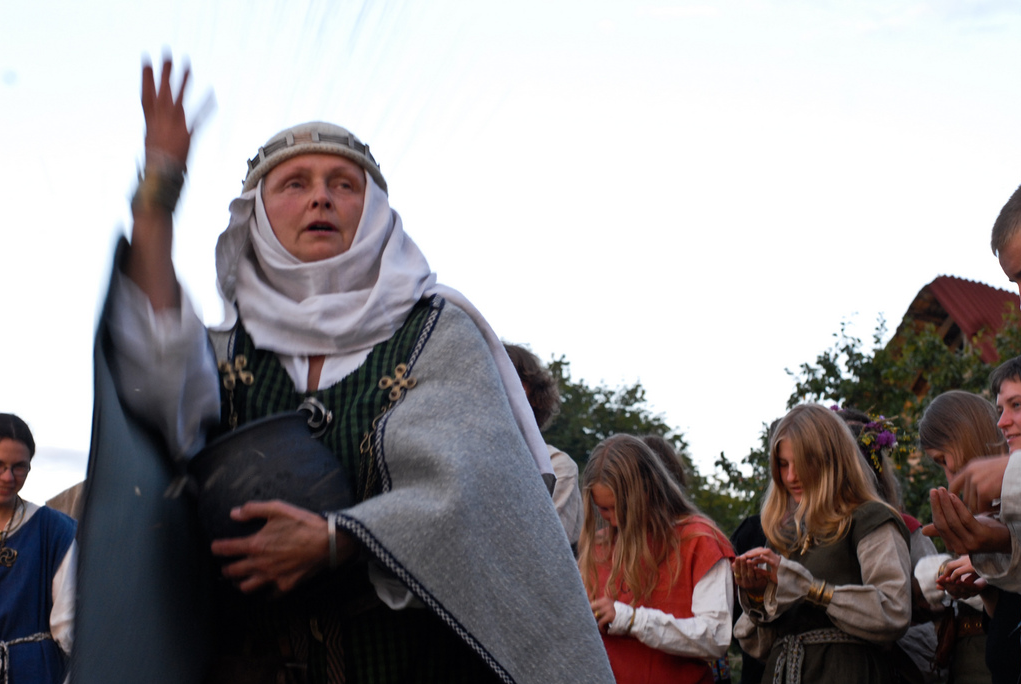
La sacerdotisa romuvana Inija Trinkūnienė lidera un ritual

Les creences i pràctiques varien molt entre els diferents grups pagans; tanmateix, hi ha una sèrie de principis bàsics comuns a la majoria, si no a totes, de les formes del paganisme modern. L'acadèmic anglès Graham Harvey va assenyalar que els pagans "poques vegades es dediquen a la teologia".

### Politeisme
Un principi del moviment pagà és el politeisme, la creença i la veneració de múltiples déus o deesses.  Dins del moviment pagà, es poden trobar moltes divinitats, tant masculines com femenines, que tenen diverses vinculacions i encarnen forces de la natura, aspectes de la cultura i facetes de la psicologia humana. Aquestes deïtats es representen normalment en forma humana i es consideren que cometen errors humans. Per tant, no es veuen perfectes, sinó que se'ls venera com a savis i poderosos. Els pagans creuen que aquesta comprensió dels déus reflectia la dinàmica de la vida a la Terra, permetent l'expressió de l'humor.
Una visió de la comunitat pagana és que aquestes deïtats politeistes no es veuen com a entitats literals, sinó com arquetips junguians o altres construccions psicològiques que existeixen a la psique humana. Altres adopten la creença que les divinitats tenen una existència tant psicològica com externa. Molts pagans creuen que l'adopció d'una visió del món politeista seria beneficiosa per a la societat occidental, substituint el monoteisme dominant que veuen com a repressiu innat. De fet, molts pagans moderns nord-americans van arribar per primera vegada a les seves religions adoptades perquè els donava una major llibertat, diversitat i tolerància del culte entre la comunitat. Aquesta perspectiva pluralista ha ajudat que les diverses faccions del paganisme modern existeixin en relativa harmonia. La majoria dels pagans adopten un ethos de "unitat en la diversitat" pel que fa a les seves creences religioses.
És la inclusió de la deïtat femenina el que distingeix les religions paganes de les seves contraparts abrahàmiques. A la Wicca, les deïtats masculines i femenines solen equilibrar-se en una forma de duoteisme. Entre molts pagans, hi ha un fort desig d'incorporar els aspectes femenins del diví en el seu culte i dins de les seves vides, fet que pot explicar en part l'actitud que de vegades es manifesta com la veneració de la dona.
Hi ha excepcions al politeisme en el paganisme, com es veu per exemple en la forma del paganisme ucraïnès promogut per Lev Sylenko, que fa una veneració monoteista del déu Dazhbog. Com s'ha assenyalat anteriorment, els pagans amb visions del món naturalistes pot ser que no creguin en les divinitats.
Les religions paganes presenten habitualment un concepte metafísic d'un ordre subjacent que impregna l'univers, com ara el concepte d'harmonia abraçat pels hel·lenistes i el de Wyrd que es troba a Heathenry.

### Animisme i panteisme
Una part clau de la majoria de visions paganes del món és el concepte holístic d'un univers que està interconnectat. Això està relacionat amb una creença en el panteisme o el panenteisme. En ambdues creences, la divinitat i l'univers material o espiritual són un. Per als pagans, el panteisme significa que "la divinitat és inseparable de la natura i que la divinitat és immanent a la natura".
Dennis D. Carpenter va assenyalar que la creença en una deïtat panteista o panenteista ha portat a la idea de la interconnexió que té un paper clau en les visions del món dels pagans. La sacerdotessa Starhawk va relatar que una part fonamental de la bruixeria pagana centrada en la deessa era "la comprensió que tots els éssers estan interrelacionats, que tots estem vinculats amb el cosmos com a parts d'un organisme viu. El que afecta a un de nosaltres ens afecta a tots."
Una altra creença fonamental en el moviment pagà contemporani és la de l'animisme. Això s'ha interpretat de dues maneres diferents entre la comunitat pagana. En primer lloc, pot referir-se a la creença que tot a l'univers està imbuït d'una força vital o d'una energia espiritual.  En canvi, alguns pagans contemporanis creuen que hi ha esperits específics que habiten diverses característiques del món natural i que es poden comunicar activament amb ells. Alguns pagans han afirmat haver-se comunicat amb esperits que habiten a les roques, plantes, arbres i animals, així com animals de poder o esperits animals que poden actuar com a guies espirituals.
L'animisme també era un concepte comú a moltes religions europees precristianes i, en adoptar-lo, els pagans contemporanis intenten "reentrar en la visió del món primitiva" i participar en una visió de la cosmologia "que no és possible per a la majoria dels occidentals després de la infància".

### Veneració de la natura

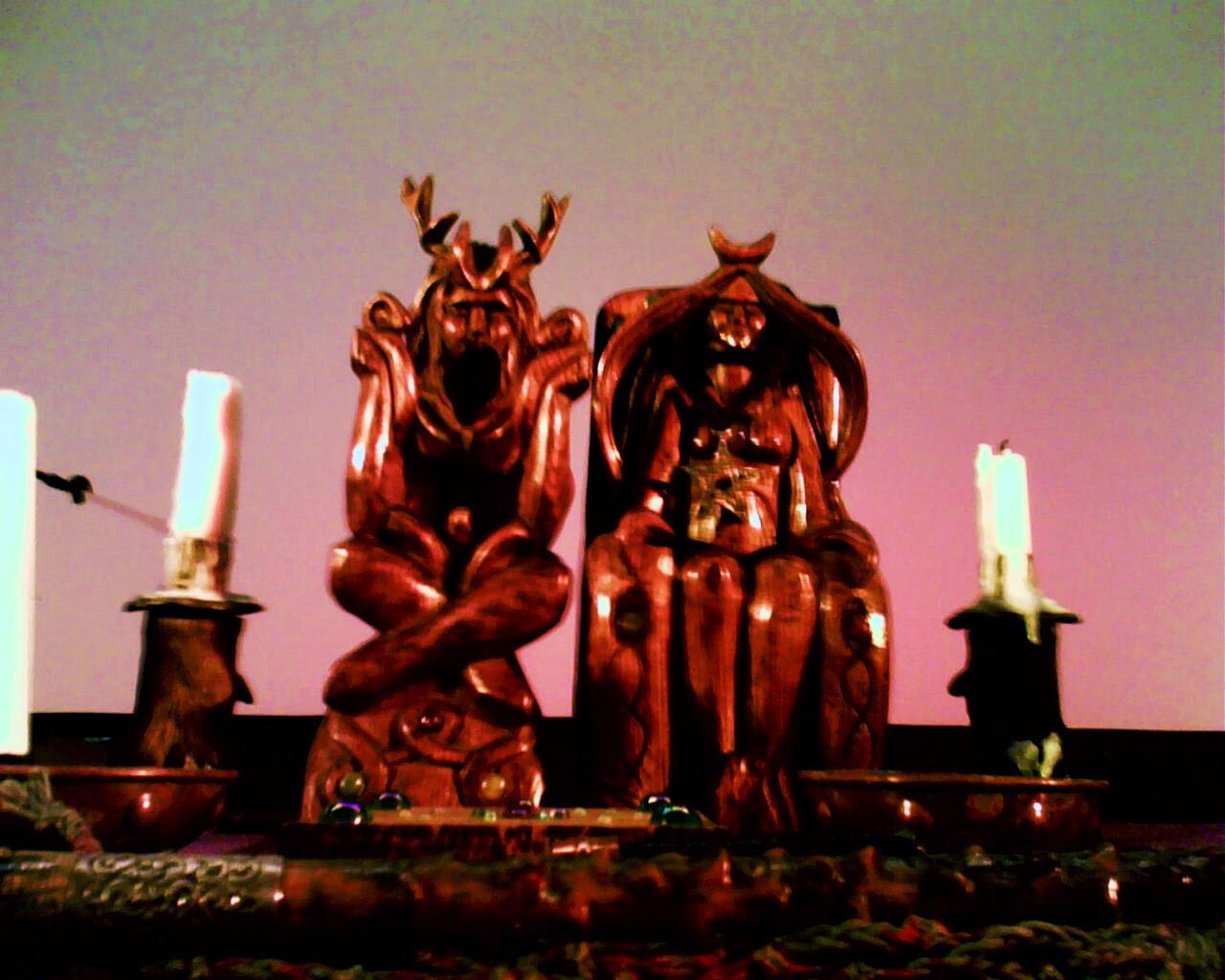
Un altar Wicca pertanyent a Doreen Valiente, que mostra la visió wicca de la dualitat sexual en la divinitat

Tots els moviments pagans posen un gran èmfasi en la divinitat de la natura com a font primària de la voluntat divina, i en la pertinença de la humanitat al món natural, lligada en parentiu amb tota la vida i la Terra mateixa. Els aspectes animistes de la teologia pagana afirmen que totes les coses tenen una ànima, no només els humans o la vida orgànica, de manera que aquest vincle es manté amb muntanyes i rius, així com amb arbres i animals salvatges. Com a resultat, els pagans creuen que l'essència de la seva espiritualitat és antiga i atemporal, independentment de l'edat dels moviments religiosos específics. Per tant, els llocs de bellesa natural són tractats com a sagrats i ideals per al ritual, com els nemetons dels antics celtes.
Molts pagans sostenen que diferents terres i/o cultures tenen la seva pròpia religió natural, amb moltes interpretacions legítimes de la divinitat i, per tant, rebutgen l'exclusivisme religiós.
Tot i que la comunitat pagana té una gran varietat d'opinions polítiques que abasten tot l'espectre polític, l'ecologisme és sovint una característica comuna.
Aquests punts de vista també han portat a molts pagans a venerar el planeta Terra com la Mare Terra, que sovint es coneix com Gaia després de l'antiga deessa grega de la Terra.

## Pràctiques

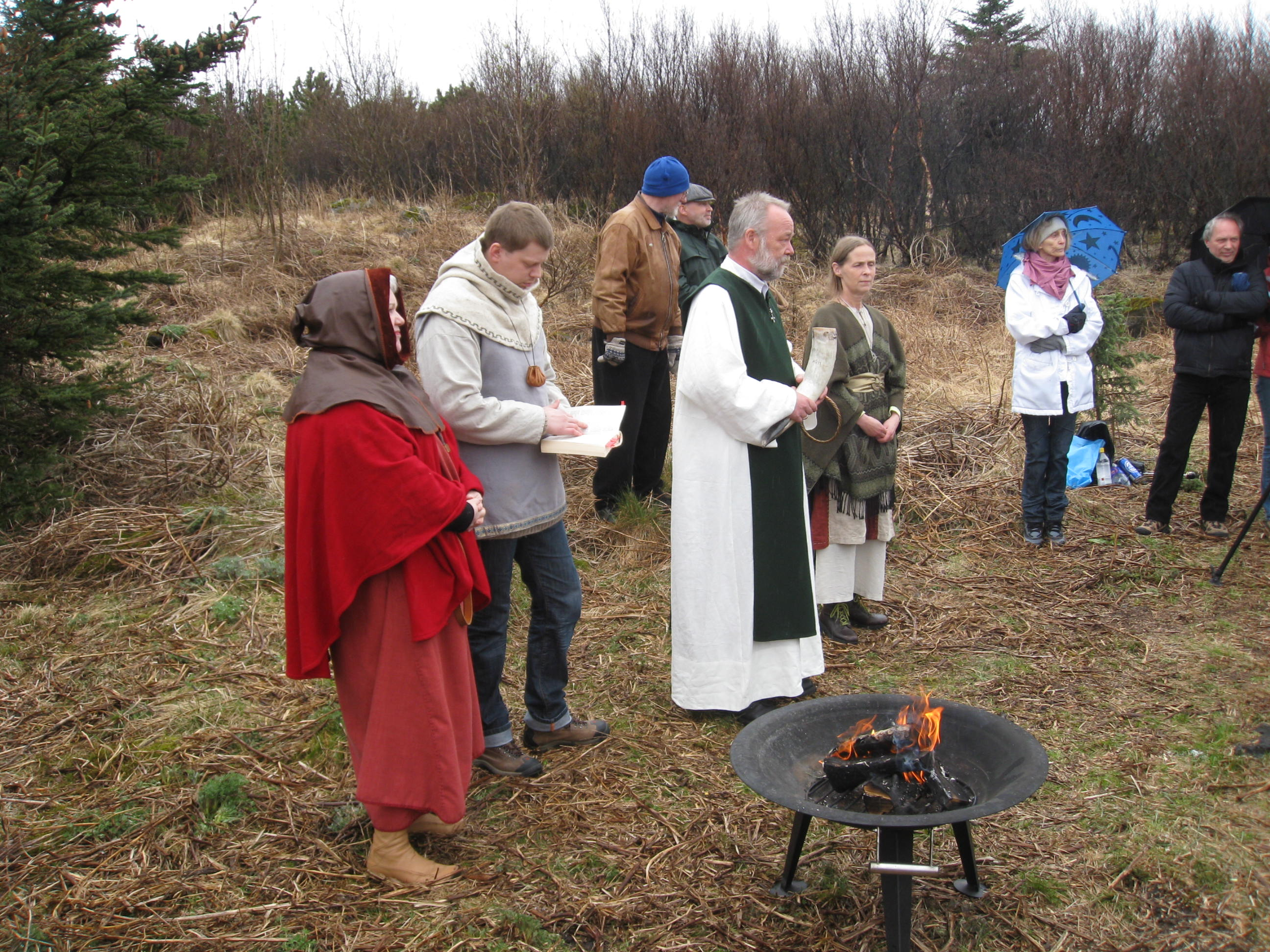
Hilmar Örn Hilmarsson i altres membres de l'Ásatrúarfélagið islandès fan un blót el primer dia d'estiu de 2009

### Ritual
Els rituals pagas poden tenir lloc tant en un entorn públic com privat. El ritual pagà contemporani normalment s'orienta a "facilitar estats alterats de consciència o canvis de mentalitat". Per tal d'induir aquests estats alterats de consciència, els pagans utilitzen elements com el tambor, la visualització, el cant, el cant, la dansa i la meditació. La folklorista nord-americana Sabina Magliocco va arribar a la conclusió, basant-se en el seu treball de camp etnogràfic a Califòrnia, que certes creences paganes "sorgeixen del que experimenten durant l'èxtasi religiós".
La socióloga Margot Adler va destacar com diversos grups pagans, com els druides reformats d'Amèrica del Nord i el moviment erisià, incorporen una gran quantitat de jocs en els seus rituals en lloc de fer-los ser completament seriosos i foscos. Va assenyalar que hi ha qui argumenta que "la comunitat pagana és una de les úniques comunitats espirituals que explora l'humor, l'alegria, l'abandó, fins i tot la ximpleria i la indignació com a parts vàlides de l'experiència espiritual".
El culte domèstic normalment té lloc a la llar i el porta a terme un individu o un grup familiar. Normalment implica ofrenes, com ara pa, pastissos, flors, fruita, llet, cervesa o vi, que es donen a imatges de divinitats, sovint acompanyades d'oracions i cançons i l'encesa d'espelmes i encens. Així, les pràctiques devocionals paganes comunes s'han comparat amb pràctiques similars de l'hinduisme, el budisme, el xintoisme, el catolicisme romà i el cristianisme ortodox, però s'ha dit que contrasten amb les del protestantisme, el judaisme i l'islam. Per altra banda, tot i que el sacrifici d'animals era una part comuna del ritual precristià a Europa, aquesta part dels cultes antics no s'ha incorporat al neopaganisme, i rarament es practica en el paganisme contemporani.

### Festival

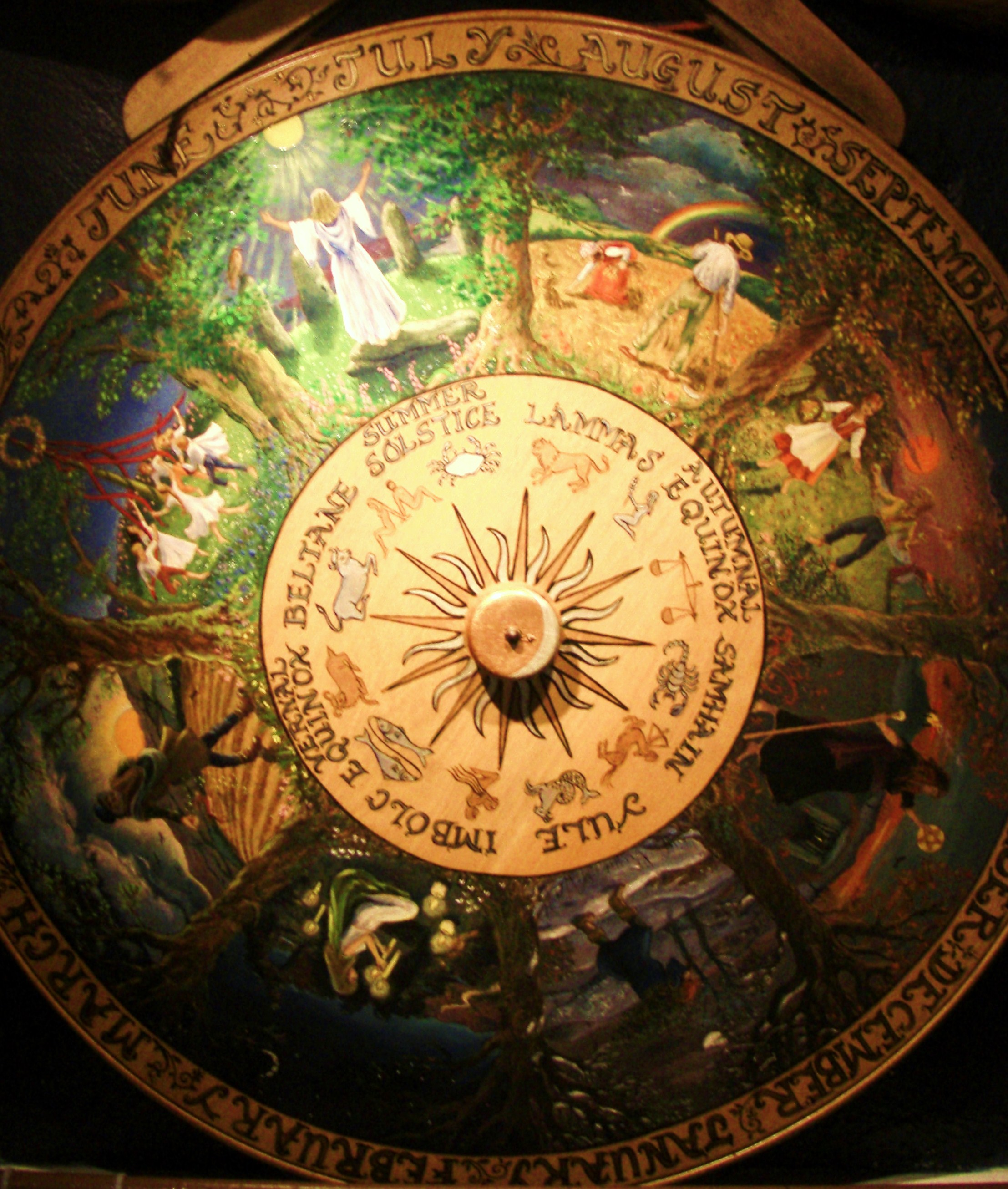
Una roda de l'any pintada al Museu de la Bruixeria, Boscastle, Cornualla, Anglaterra, mostrant els vuit Sabbats

Els rituals públics del paganisme són generalment calendrics, encara que les festes precristianes que els pagans utilitzen com a base variaven en les diferents parts d'Europa. No obstant això, comú a gairebé totes les religions paganes hi ha l'èmfasi en el cicle agrícola i el respecte als morts. Les festes paganes habituals inclouen les que marquen el solstici d'estiu i el solstici d'hivern, així com l'inici de la primavera i la collita. A Wicca i Druidry, s'ha desenvolupat una roda de l'any que normalment inclou vuit festivals de temporada.

### Màgia
La creença en rituals i encanteris màgics la tenen un "nombre significatiu" de pagans contemporanis. Entre els que hi creuen, hi ha diferents punts de vista sobre què és la màgia. Molts pagans moderns s'adhereixen a la definició de màgia proporcionada per Aleister Crowley, el fundador de Thelema: "la ciència i l'art de fer que el canvi es produeixi d'acord amb la voluntat". També és acceptada per molts la definició relacionada suposadament proporcionada pel mag cerimonial Dion Fortune: "la màgia és l'art i la ciència de canviar la consciència segons la Voluntat".
Entre els que practiquen màgia hi ha els wiccans, aquells que s'identifiquen com a bruixes neopaganes, i els practicants d'algunes formes de neodruidisme revivalista, els rituals dels quals es basen almenys parcialment en els de la màgia cerimonial i la maçoneria.

## Història

### Origen
Les discussions sobre les formes de paganisme imperants, retornades o noves han existit durant el període modern. Abans del segle xx, les institucions cristianes utilitzaven regularment el paganisme com a terme per a tot allò que no era el cristianisme, el judaisme i, a partir del segle XVIII, l'islam. Sovint van associar el paganisme amb la idolatria, la màgia i un concepte general de "falsa religió", que per exemple ha fet que catòlics i protestants s'acusin mútuament de pagans. Diverses creences populars han estat titllades periòdicament de paganes i les esglésies s'hi han oposat. L'actitud occidental envers el paganisme va canviar gradualment durant l'època moderna. Una de les raons va ser l'augment dels contactes amb zones fora d'Europa, que es va produir a través del comerç, la missió cristiana i la colonització. L'augment del coneixement d'altres cultures va fer qüestionar si les seves pràctiques encaixaven fins i tot en les definicions de religió, i el paganisme es va valorar partint de la idea de progrés, on es va classificar com una forma de religió baixa i no desenvolupada. Un altre motiu del canvi va ser la circulació d'escrits antics com els atribuïts a Hermes Trismegisto; que va fer del paganisme una posició intel·lectual amb la qual alguns europeus van començar a autoidentificar-se, començant a tot tardar al segle XV amb gent com Gemist Pletó, que volia establir una nova forma de politeisme grecoromà.
La identificació positiva amb el paganisme es va fer més comuna als segles XVIII i XIX, quan va lligar-se a la crítica al cristianisme i a la religió organitzada, arrelada a les idees de la Il·lustració i el Romanticisme. L'aproximació al paganisme va variar durant aquest període; el poema de 1788 de Friedrich Schiller "Die Götter Griechenlandes" presenta la religió grega antiga com una poderosa alternativa al cristianisme, mentre que altres es van interessar pel paganisme a través del concepte de noble salvatge, sovint associat amb Jean-Jacques Rousseau. Durant la Revolució Francesa i la Primera República Francesa, alguns personatges públics van incorporar temes pagans a les seves visions del món. Un exemple explícit va ser Gabriel André Aucler, que va respondre tant al cristianisme com a l'ateisme de la Il·lustració realitzant ritus pagans i defensant una renovada religiositat pagana al seu llibre La Thréicie (1799).

### Segle XIX i principi del XX
Un dels orígens dels moviments pagans moderns es troba en els moviments romàntics i d'alliberament nacional que es van desenvolupar a Europa durant els segles XVIII i XIX. Les publicacions d'estudis sobre costums i cultura populars europees per part d'estudiosos com Johann Gottfried Herder i Jacob Grimm van donar lloc a un interès més ampli per aquests temes i un creixement de l'autoconsciència cultural.  Aleshores, es creia comunament que gairebé tots aquests costums populars eren supervivències del període pre-cristià. Aquestes actituds també serien exportades a Amèrica del Nord pels immigrants europeus en aquests segles.
El moviment romàntic del segle XVIII va portar al redescobriment de la literatura i la poesia en gaèlic i nòrdic antic. El segle xix va veure un augment de l'interès pel paganisme germànic amb el renaixement dels víkings a la Gran Bretanya victoriana i Escandinàvia, i el moviment Völkisch a Alemanya. Aquests corrents van coincidir amb l'interès del romanticisme pel folklore i l'ocultisme, l'aparició generalitzada de temes pagans en la literatura popular i l'auge del nacionalisme.
L'auge del paganisme modern va créixer també per la decadència del cristianisme a Europa i Amèrica del Nord, així com per la caiguda de la conformitat religiosa forçada i una major llibertat de religió que es va desenvolupar, permetent a la gent explorar un ventall més ampli d'opcions espirituals i formar organitzacions religioses que poguessin operar lliures de persecució legal.
L'historiador Ronald Hutton ha argumentat que molts dels motius del neopaganisme del segle XX es poden remuntar a les contracultures utòpiques i místiques dels períodes de finals de la victòria i eduardiana, que també s'estenen en alguns casos fins a la dècada de 1920, a través de les obres de folkloristes aficionats, autors populars, poetes, radicals polítics i estils de vida alternatius.
Abans de la propagació dels moviments pagans moderns del segle xx, un exemple notable de paganisme autoidentificat es trobava a l'assaig de l'escriptor sioux Zitkala-sa "Per què sóc un pagà". Publicada a Atlantic Monthly el 1902, l'activista i escriptora nativa nord-americana va esbossar el seu rebuig al cristianisme, anomenada "la nova superstició", a favor d'una harmonia amb la natura encarnada pel Gran Esperit. A més, va explicar l'abandonament de la religió sioux per part de la seva mare i els intents infructuosos d'un "predicador nadiu" per aconseguir que assistís a l'església del poble.
A la dècada de 1920 Margaret Murray va teoritzar que una religió pagana secreta havia sobreviscut a les persecucions de bruixeria promulgades pels tribunals eclesiàstics i seculars. Els historiadors ara rebutgen la teoria de Murray, ja que la va basar parcialment en les similituds dels relats donats pels acusats de bruixeria; ara es creu que aquesta similitud deriva en realitat d'haver-hi hagut un conjunt estàndard de preguntes establertes als manuals de caça de bruixes utilitzats pels interrogadors.

### Finals del segle XX
Les dècades de 1960 i 1970 van veure un ressorgiment del neodruidisme, així com l'auge del paganisme germànic modern als Estats Units i a Islàndia. A la dècada de 1970, la Wicca va ser notablement influenciada pel feminisme, que va conduir a la creació d'un moviment eclèctic d'adoració a les deesses conegut com a Wicca diànica. La publicació de 1979 de Drawing Down the Moon de Margot Adler i The Spiral Dance de Starhawk va obrir un nou capítol en la consciència pública del paganisme. Amb el creixement i la difusió de grans reunions i festivals pagans a la dècada de 1980, les varietats públiques de Wicca van continuar diversificant-se encara més en subdenominacions addicionals i eclèctiques, sovint molt influenciades per la Nova Era i els moviments contraculturals. Aquestes tradicions obertes, no estructurades o poc estructurades contrasten amb la Wicca tradicional britànica, que posa l'accent en el secret i el llinatge iniciàtic.
Les dècades de 1980 i 1990 també van veure un interès creixent per la investigació acadèmica seriosa i les tradicions paganes reconstruccionistes. L'establiment i el creixement d'Internet a la dècada de 1990 va portar un ràpid creixement a aquests i altres moviments pagans. En el moment del col·lapse de l'antiga Unió Soviètica el 1991, la llibertat de religió es va establir legalment a Rússia i una sèrie d'altres estats recentment independents, permetent el creixement tant de les religions cristianes com de les no cristianes.

## Crítica
El neopaganisme ha estat criticat en diversos fronts, que van des de la pseudohistòria fins a qüestions racials i qüestions institucionals. Com que el neopaganisme no és una religió unificada, vol dir que les crítiques de determinats grups sovint no s'apliquen a altres grups. Les crítiques a grups neopagans específics van des de crítiques a la seva creença en l'essencialisme de gènere fins a crítiques a la seva creença en el nacionalisme fins a crítiques als focus mundans de les organitzacions paganes.